# Салиште (Сибињ)
Салиште (рум. Sălişte) насеље је у Румунији у округу Сибињ у општини Салиште. Oпштина се налази на надморској висини од 545 m.

## Историја
Према државном шематизму православног клира Угарске 1846. године у месту "Селиште"(!) живело је 1264 породице, са прикљученим филијарним - 55 из Омлаша. Тада је у месту било пет пароха и један капелан, поп Јован Предовић.

## Становништво
Према подацима из 2002. године у насељу је живело 5795 становника.

### Попис2002.
| Расподела становништва по националности 2002.‍ | Расподела становништва по националности 2002.‍ | Расподела становништва по националности 2002.‍ | Расподела становништва по националности 2002.‍ | Расподела становништва по националности 2002.‍ |
| --------------------------------------------- | --------------------------------------------- | --------------------------------------------- | --------------------------------------------- | --------------------------------------------- |
|                                               |                                               |                                               |                                               |                                               |
| Румуни                                        | Румуни                                        |                                               | 5.383                                         | 92,9%                                         |
| Мађари                                        | Мађари                                        |                                               | 12                                            | 0,2%                                          |
| Роми                                          | Роми                                          |                                               | 353                                           | 6,1%                                          |
| Немци                                         | Немци                                         |                                               | 38                                            | 0,7%                                          |
| други                                         | други                                         |                                               | 6                                             | 0,1%                                          |

### Хронологија
| Година       | 1992 | 1993 | 1994 | 1995 | 1996 | 1997 | 1998 | 1999 | 2000 | 2001 | 2002 | 2003 | 2004 | 2005 | 2006 | 2007 | 2008 | 2009 | 2010 | 2011 | 2012 | 2013 | 2014 | 2015 | 2016 | 2017 |
| ------------ | ---- | ---- | ---- | ---- | ---- | ---- | ---- | ---- | ---- | ---- | ---- | ---- | ---- | ---- | ---- | ---- | ---- | ---- | ---- | ---- | ---- | ---- | ---- | ---- | ---- | ---- |
| Становништво | 6204 | 6144 | 6090 | 6039 | 5972 | 5899 | 5800 | 5798 | 5821 | 5802 | 5803 | 5811 | 5793 | 5800 | 5828 | 5889 | 5944 | 5946 | 5905 | 5930 | 5952 | 5937 | 5954 | 5956 | 5953 | 5997 |